# Lasse Budtz
Lasse Budtz, född 16 juni 1926 i Köpenhamn, död 28 april 2006, var en dansk journalist och socialdemokratisk politiker. Han var folketingsledamot 1973–1988.
Lasse Budtz var son till kassören Ejnar Budtz och Karen Marie, född Bayer. Efter realexamen och upplärning inom förlagsbranschen arbetade han som journalist på Københavns Amts Avis (1943-1944), Roskilde Avis (1944-1945), Vestlollands Avis (1945), Kristeligt Dagblad (1945-1949), Aftenbladet (1949-1953 & 1954-1955), Danmarks Radio (1953-1954, 1965-?) och BT (1955-1965). Mellan 1953 och 1965 var han dessutom frilansproducent för dansk TV och 1965-1989 (tjänstledig från 1981) var han på nytt som utrikespolitisk reporter och kommentator för TV-nyhetsavdelningen. Han var dessutom redaktör för bokserien International Orientering och för tidskriften Ny Politik. Partipolitiskt var han bl.a. ordförande av Socialdemokratiets utrikes- och försvarspolitiska utskott (1969-1973 & 1979-1997) och ledamot i partistyrelsen (1971-1996), vilket gjorde honom till en inflytelserik person i utformandet av partiets försvars- och utrikespolitik.
Budtz blev invald i Folketinget 1973. Här var han bl.a. ordförande av kulturutskottet (1978-1980), ordförande av Folketingets FN-grupp och ledamot i utrikesnämnden. Han hade även flera internationella uppdrag, bl.a. som ledamot i Europarådets rådgivande församling (1974-1988, ordförande från 1978), Natos rådgivande parlamentariska församling och i Interparlamentariska unionen. Han var i flera omgångar även en del av den danska delegationen i FN:s generalförsamling och ordförande av den EG-positiva organisationen Den Danske Europabevægelse (1979-1982). Under 1980-talet inriktade han sig främst på utrikes- och försvarspolitik, bl.a. som en av arkitekterna bakom fodnotepolitiken 1982-1988. Denna politik byggde på ett parlamentariskt flertal utanför den borgerliga regeringen tvingade den att låta Danmark att stå utanför Natos atomvapenstrategi.